# NGC 1252
NGC 1252 is een sterrenhoop in het sterrenbeeld Slingeruurwerk. Het hemelobject werd op 4 december 1834 ontdekt door de Britse astronoom John Herschel. Door de schaarste aan sterren in deze hoop kan dit object gerangschikt worden in de lijst van telescopische asterismen.